# کالیبانوس
کالیبانوس(نام علمی: Calibanus) نام یک سرده از تیره مارچوبگان است.

## گونه‌ها
- کالیبانوس گلاسیانوس Calibanus glassianus
- Calibanus hookeri